# 斯蒂芬·麥特考菲
斯蒂芬·麥特考菲（英語：Stephen Metcalfe，1966年1月9日—）是一位英格蘭政治人物，他的黨籍是保守黨。自2010年開始，他擔任南巴西爾登和東瑟羅克選區選出的英國下議院議員。